# لوتي (ميزوري)
لوتي (بالإنجليزية: Lutie)‏ هي إحدى المجتمعات الفردية (غير مصنفة) في مقاطعة أوزارك في ولاية ميزوري في الولايات المتحدة.